# Mirek Sova
Miroslav „Mirek“ Sova (* 28. listopadu 1956 Kroměříž), zvaný „Meryl“, je český kytarista.

## Biografie
Dětství a mládí prožil v Kroměříží, školní docházku ukončil maturitou na místním gymnáziu v roce 1976.
V letech 1988 až 1990 hrál v brněnské rockové skupině Progres-Pokrok, kam přišel na základě vítězství v konkurzním řízení. S Progres-Pokrok odehrál 165 repríz představení Otrava krve, na přelomu let 1989 a 1990 byla též natočena studiová verze. Následně se podílel na albech různých hudebníků (Honza Surý, Motus, Karel Černý), hrál i v muzikálu Johanka z Arku. V současnosti hraje v blues-rockové skupině Staří Psi. Kromě toho také učí hru na kytaru.
V roce 2008 se zúčastnil jako host dvou koncertů při příležitosti 40. výročí vzniku skupiny The Progress Organization, z níž se postupem času vyvinuli Progres-Pokrok. Hostoval i na koncertu k 45. výročí kapely v roce 2013.
V roce 2010 založil skupinu Meryland, jejíž zpěvačkou je Gabriela Gunčíková.

## Diskografie

### S Progres-Pokrok
- 1989 – „Moja najzlatejšia lýra“ (singl)
- 1990 – Otrava krve (album)
- 2008 – Progres Story 1968–2008 (živé album z roku 2008)
- 2008 – Progres Story 1968–2008 (živé DVD z roku 2008)

### Ostatní
- 2000 – muzikál Johanka z Arku (album)
- 2001 – Motus: Jednu máš… (album)
- 2002 – Staří Psi: Midnigt Blues Live (živé album)
- 2004 – Karel Černý: Pozdravy (album)
- 2004 – Staří Psi: Blues ze Staré Pekárny II (živé album)
- 2006 – Honza Surý: Nakloněná zem (album a DVD)